# Regola aurea della politica economica
La regola aurea di Tinbergen è una regola di politica economica enunciata da Jan Tinbergen. Secondo questa regola, un modello statico e deterministico di politica economica  ammette una soluzione univoca quando il numero prefissato di variabili obiettivo è pari a quello delle variabili strumento.